# Echeveria affinis
Echeveria affinis es una especie de planta suculenta mexicana de la familia Crassulaceae. Es altamente comercializada y tiene una gran cantidad de híbridos.

## Distribución y hábitat
Esta planta suculenta es oriunda de la frontera de Durango-Sinaloa y el estado de Chihuahua, en la Sierra Madre Occidental. Ocasionalmente aparece en el estado de San Luis Potosí.  
Se desarrolla a grandes alturas, en zonas rocosas y muy secas. Adaptada a suelos pobres y con alto contenido de materiales minerales. 